# مدانچ
مدانچ یا مَدُمچ، دهستانی در بخش کتیج شهرستان فنوج در استان سیستان و بلوچستان ایران است.
دهستان مدانچ از جنوب به دهستان محترم آباد_بخش کتیج ،از غرب به دهستان اسفند،از شمال به بخش جلگه چاه هاشم-دلگان ،شرق به روستای چاننده متصل می باشد

## جمعیت
بر پایه سرشماری عمومی نفوس و مسکن در سال ۱۳۹۵، جمعیت این دهستان برابر با ۵۰۰۰ نفر (۸۵۰ خانوار) بوده‌است.